# 장려책
장려책(奬勵策, 영어: incentive 인센티브[*])는 어떠한 일에 동기를 부여하게 하는 것이다. 금전적인 부분에서는 인센티브를 장려금으로 부른다.
전통적인 인센티브의 예로 구 학교 시스템의 레터 그레이드, 일터의 초과 생산에 따른 상여금을 들 수 있다.

## 수출장려금
수출증대를 꾀하는 일은 무역에 크게 의존하는 나라로서는 중요한 일이다. 그러므로 수출 증진을 위해 국가가 장려금을 교부하는 일이 있다. 이것을 수출장려금이라 한다. 외국품과의 격렬한 경쟁 때문에 싼 가격으로 수출하든지 국내 판매보다도 싼 가격 등 유리한 조건으로 수출하든지 하는 경우에 교부된다. 그러나 이것은 일종의 덤핑이기 때문에 공공연히는 행하지 않는다. 그러나 업계가 조정금이란 명목으로 돈을 내거나 조세특전(租稅特典), 수출품에 대한 국가 보상 등의 숨은 형태로 이루어지고 있다.

## 같이 보기
- 외부성
- 포상 프로그램
- 로열티 프로그램
- 동기 부여
- 성과급
- 보상시스템
- 포상 관광